# Sous-secrétaire d'État parlementaire à la prévention, à la santé publique et aux soins primaires
Le sous-secrétaire d'État parlementaire pour la prévention, la santé publique et aux soins primaires est un ministre junior du Département de la Santé et des Affaires sociales dans le gouvernement britannique. Le poste est actuellement occupé par Jo Churchill MP qui a pris ses fonctions le 26 juillet 2019.
L'office était connu sous le nom de sous-secrétaire d'État parlementaire à la santé avant 1990.
Le rôle a parfois été connu sous le nom de sous-secrétaire d'État parlementaire à la santé publique et ministre d'État à la santé publique.

## Histoire
Le sous-secrétaire d'État parlementaire à la santé et à la sécurité sociale travaillait au Department of Health and Social Security. Le futur premier ministre John Major occupait cette fonction.
Nicola Blackwood a perdu son siège à la suite des Élections anticipées de 2017 et a été remplacé en tant que ministre par Steve Brine.
Le ministre a été chargé de la politique de santé publique pendant la pandémie de Covid-19 au Royaume-Uni.

## Responsabilités
Le ministre est responsable de ce qui suit:
- COVID-19:
  - fourniture (EPI)
  - protection et groupes vulnérables
  - déploiement de vaccins
- amélioration de la santé
- inégalités de santé
- la prévention
- premiers soins
- services d'identité de genre
- principales maladies
- santé communautaire
- ministre responsable de la réponse aux crises
- parrainage de PHE et FSA

## Liste des ministres de la santé publique
| Nom | Nom | Portrait | Mandat | Mandat | Parti Politique | Premier ministre | Premier ministre |
| Rôle créé par le Department of Health and Social Security en remplacement du Secrétaire parlementaire du ministère de la Santé | Rôle créé par le Department of Health and Social Security en remplacement du Secrétaire parlementaire du ministère de la Santé | Rôle créé par le Department of Health and Social Security en remplacement du Secrétaire parlementaire du ministère de la Santé | Rôle créé par le Department of Health and Social Security en remplacement du Secrétaire parlementaire du ministère de la Santé | Rôle créé par le Department of Health and Social Security en remplacement du Secrétaire parlementaire du ministère de la Santé | Rôle créé par le Department of Health and Social Security en remplacement du Secrétaire parlementaire du ministère de la Santé | Rôle créé par le Department of Health and Social Security en remplacement du Secrétaire parlementaire du ministère de la Santé | Rôle créé par le Department of Health and Social Security en remplacement du Secrétaire parlementaire du ministère de la Santé |
| Sous-secrétaire d'État parlementaire à la Santé et à la Sécurité sociale                                                       | Sous-secrétaire d'État parlementaire à la Santé et à la Sécurité sociale                                                       | Sous-secrétaire d'État parlementaire à la Santé et à la Sécurité sociale                                                       | Sous-secrétaire d'État parlementaire à la Santé et à la Sécurité sociale                                                       | Sous-secrétaire d'État parlementaire à la Santé et à la Sécurité sociale                                                       | Sous-secrétaire d'État parlementaire à la Santé et à la Sécurité sociale                                                       | Sous-secrétaire d'État parlementaire à la Santé et à la Sécurité sociale                                                       | Sous-secrétaire d'État parlementaire à la Santé et à la Sécurité sociale                                                       |
| --- | --- | --- | --- | --- | --- | --- | --- |
| | Paul Dean MP pour North Somerset                                                                                               | | 24 juin 1970 | 4 mars 1974 | Conservateur | | Edward Heath (l) |
| | Michael Alison MP pour Barkston Ash                                                                                            | | 24 juin 1970 | 4 mars 1974 | Conservateur | | Edward Heath (l) |
| | David Owen MP pour Plymouth Devonport                                                                                          | | 8 mars 1974 | 26 juillet 1974 | Travailliste | | Harold Wilson (lll) |
| | Robert Brown MP pour Newcastle upon Tyne West                                                                                  | | 8 mars 1974 | 18 octobre 1974 | Travailliste | | Harold Wilson (lll) |
| | Alec Jones MP pour Rhondda | | 18 octobre 1974 | 12 juin 1975 | Travailliste | | Harold Wilson (lV) |
| | Michael Meacher MP pour Oldham West                                                                                            | | 12 juin 1975 | 14 avril 1976 | Travailliste | | Harold Wilson (lV) |
| | Eric Deakins MP pour Walthamstow                                                                                               | | 14 avril 1976 | 4 mai 1979 | Travailliste | | James Callaghan (l) |
| | Reginald Wells-Pestell, Baron Wells-Pestell Pair à vie                                                                         | | 3 janvier 1979 | 4 mai 1979 | Travailliste | | James Callaghan (l) |
| | George Young MP pour Acton | | 7 mai 1979 | 15 septembre 1981 | Conservateur | | Margaret Thatcher (l) |
| | Lynda Chalker MP pour Wallasey                                                                                                 | | 7 mai 1979 | 5 mars 1982 | Conservateur | | Margaret Thatcher (l) |
| | Geoffrey Finsberg MP pour Hampstead                                                                                            | | 15 septembre 1981 | 14 juin 1983 | Conservateur | | Margaret Thatcher (l) |
| | Rodney Elton, 2e Baron Elton Pair héréditaire                                                                                  | | 15 septembre 1981 | 6 avril 1982 | Conservateur | | Margaret Thatcher (l) |
| | Tony Newton MP pour Braintree                                                                                                  | | 5 mars 1982 | 11 septembre 1984 | Conservateur | | Margaret Thatcher (l) + (ll)                                                                                                   |
| | David Trefgarne, 2e Baron Trefgarne Pair héréditaire                                                                           | | 6 avril 1982 | 14 juin 1983 | Conservateur | | Margaret Thatcher (l) |
| | John Patten MP pour Oxford West and Abingdon                                                                                   | | 14 juin 1983 | 2 septembre 1985 | Conservateur | | Margaret Thatcher (ll) |
| | Simon Arthur, 4e baron Glenarthur Pair héréditaire                                                                             | | 14 juin 1983 | 26 mars 1985 | Conservateur | | Margaret Thatcher (ll) |
| | Ray Whitney MP pour Wycombe | | 11 septembre 1984 | 10 septembre 1986 | Conservateur | | Margaret Thatcher (ll) |
| | Jean Barker, baronne Trumpington (en) Pairs à vie                                                                              | | 30 mars 1985 | 13 juin 1987 | Conservateur | | Margaret Thatcher (ll) |
| | John Major MP pour Huntingdon                                                                                                  | | 2 septembre 1985 | 10 septembre 1986 | Conservateur | | Margaret Thatcher (ll) |
| | Nicholas Lyell MP pour Mid Bedfordshire                                                                                        | | 10 septembre 1986 | 13 juin 1987 | Conservateur | | Margaret Thatcher (ll) |
| Sous-secrétaire d'État parlementaire à la Santé                                                                                | | | | | | | |
| | Edwina Currie MP pour South Derbyshire                                                                                         | | 10 septembre 1986 | 16 décembre 1988 | Conservateur | | Margaret Thatcher (ll) + (lll)                                                                                                 |
| | Roger Freeman MP pour Kettering                                                                                                | | 16 décembre 1988 | 4 mai 1990 | Conservateur | | Margaret Thatcher (lll) |
| | Gloria Hooper, Baronne Hooper Pair à vie                                                                                       | | 28 juillet 1989 | 14 avril 1992 | Conservateur | | Margaret Thatcher (lll) John Major (l)                                                                                         |
| | Stephen Dorrell MP pour Loughborough                                                                                           | | 4 mai 1990 | novembre 1990 | Conservateur | | Margaret Thatcher (lll) |
| Sous-secrétaire d'État parlementaire à la Santé et à la Sécurité sociale                                                       | | | | | | | |
| | Tom Sackville MP pour Bolton West                                                                                              | | 14 avril 1992 | 29 novembre 1995 | Conservateur | | John Major (ll) |
| | Julia Cumberlege, baronne Cumberlege Pairs à vie                                                                               | | 14 avril 1992 | 2 mai 1997 | Conservative | | John Major (ll) |
| | Tim Yeo MP pour South Suffolk                                                                                                  | | 15 avril 1992 | 27 mai 1993 | Conservateur | | John Major (ll) |
| | John Bowis MP pour Battersea                                                                                                   | | 27 mai 1993 | 23 juillet 1996 | Conservateur | | John Major (ll) |
| | John Horam MP pour Orpington                                                                                                   | | 29 novembre 1995 | 2 mai 1997 | Conservateur | | John Major (ll) |
| | Simon Burns MP pour Chelmsford                                                                                                 | | 23 juillet 1996 | 2 mai 1997 | Conservateur | | John Major (ll) |
| Ministre d'État à la Santé publique                                                                                            | | | | | | | |
| | Tessa Jowell MP pour Dulwich and West Norwood                                                                                  | | 2 mai 1997 | 11 octobre 1999 | Travailliste | | Tony Blair (l) |
| | Yvette Cooper MP pour Normanton, Pontefract and Castleford                                                                     | | 11 octobre 1999 | 28 mai 2002 | Travailliste | | Tony Blair (l) + (ll) |
| | David Lammy MP pour Tottenham                                                                                                  | | 29 mai 2002 | 13 juin 2003 | Travailliste | | Tony Blair (ll) |
| | Melanie Johnson MP pour Welwyn Hatfield                                                                                        | | 13 juin 2003 | 10 mai 2005 | Travailliste | | Tony Blair (ll) |
| | Caroline Flint MP pour Don Valley                                                                                              | | 10 mai 2005 | 28 juin 2007 | Travailliste | | Tony Blair (lll) |
| | Dawn Primarolo MP pour Bristol South                                                                                           | | 29 juin 2007 | 5 juin 2009 | Travailliste | | Gordon Brown (l) |
| | Gillian Merron MP pour Lincoln                                                                                                 | | 10 juin 2009 | 11 mai 2010 | Travailliste | | Gordon Brown (l) |
| | Anne Milton MP pour Guildford                                                                                                  | | 11 mai 2010 | 4 septembre 2012 | Conservateur | | David Cameron (Coalition) |
| | Anna Soubry MP pour Broxtowe                                                                                                   | | 4 septembre 2012 | 7 octobre 2013 | Conservateur | | David Cameron (Coalition) |
| | Jane Ellison MP pour Battersea                                                                                                 | | 7 octobre 2013 | 15 juillet 2016 | Conservateur | | David Cameron (Coalition) + (II)                                                                                               |
| | Nicola Blackwood MP pour Oxford West and Abingdon                                                                              | | 14 juillet 2016 | 9 juin 2017 | Conservateur | | Theresa May (I) |
| Sous-secrétaire d'État parlementaire à la santé publique et aux soins primaires                                                | | | | | | | |
| | Steve Brine MP pour Winchester                                                                                                 | | 14 juin 2017 | 25 mars 2019 | Conservateur | | Theresa May (II) |
| | Seema Kennedy MP pour South Ribble                                                                                             | | 4 avril 2019 | 26 juillet 2019 | Conservateur | | Theresa May (II) |
| Sous-secrétaire d'État parlementaire à la prévention, à la santé publique et aux soins primaires                               | | | | | | | |
| | Jo Churchill MP pour Bury St Edmunds                                                                                           | | 26 juillet 2019 | Titulaire | Conservateur | | Boris Johnson (l) + (ll) |